# ويليام نيكلسون
ويليام نيكلسون (بالإنجليزية: William Nicholson) (و. 1948  م) هو كاتب، وكاتب سيناريو، وروائي، وكاتب مسرحي، ومخرج تلفزيوني، وكاتب للأطفال، ومونتير، ومنتج أفلام، ومخرج، ومخرج أفلام، ومنتج تلفزيوني، ومراسل صحفي بريطاني، ولد في لويس، هو عضوٌ في الجمعية الملكية للأدب.

## التعليم
تعلم في كلية المسيح في جامعة كامبريدج ‏، وجامعة كامبريدج.

## جوائز وترشيحات
حصل على جوائز منها:
جوائز
- جائزة نستله لكتب الأطفال [الإنجليزية]‏ (2000)

ترشيحات
- جائزة الأوسكار لأفضل كتابة، عن عمل: غلاديايتر
- جائزة الأوسكار لأفضل كتابة
- Carnegie Medal for Writing [الإنجليزية]‏ (2002)
- Carnegie Medal for Writing [الإنجليزية]‏ (2005)
- Tony Award for Best Play [الإنجليزية]‏
- BAFTA Award for Outstanding British Film [الإنجليزية]‏، عن عمل: البؤساء (2013)
- BAFTA Award for Outstanding British Film [الإنجليزية]‏، عن عمل: البؤساء (2014)
- BAFTA Award for Outstanding British Film [الإنجليزية]‏، عن عمل: طريق طويل إلى الحرية (2013)
- BAFTA Award for Outstanding British Film [الإنجليزية]‏، عن عمل: طريق طويل إلى الحرية (2014)
- جائزة إيمي برايم تايم عن فئة الكتابة المبهرة لمسلسل قصير أو فيلم أو منتج درامي مميز [الإنجليزية]‏ (1997)
- جائزة البافتا لأفضل سيناريو [الإنجليزية]‏، عن عمل: غلاديايتر (2001)
- Laurence Olivier Award for Best New Play [الإنجليزية]‏ (1990)
- BAFTA Award for Best Adapted Screenplay [الإنجليزية]‏ (1994)

ترشح لـ:
- BAFTA Award for Outstanding British Film [الإنجليزية]‏، عن عمل: مانديلا: طريق طويل إلى الحرية (2014)
- BAFTA Award for Outstanding British Film [الإنجليزية]‏، عن عمل: البؤساء (2013)
- Carnegie Medal for Writing [الإنجليزية]‏، عن عمل: Seeker (Nicholson novel) [الإنجليزية]‏ (2005)
- Carnegie Medal for Writing [الإنجليزية]‏، عن عمل: Firesong [الإنجليزية]‏ (2002)
- جائزة البافتا لأفضل سيناريو [الإنجليزية]‏، عن عمل: غلاديايتر (2001)
- جائزة نستله لكتب الأطفال [الإنجليزية]‏، عن عمل: The Wind Singer [الإنجليزية]‏ (2000)
- جائزة إيمي برايم تايم عن فئة الكتابة المبهرة لمسلسل قصير أو فيلم أو منتج درامي مميز  [لغات أخرى]‏، عن عمل: Crime of the Century (1996 film) [الإنجليزية]‏ (1997)
- BAFTA Award for Best Adapted Screenplay [الإنجليزية]‏، عن عمل: Shadowlands (1993 film) [الإنجليزية]‏ (1994)
- Laurence Olivier Award for Best New Play [الإنجليزية]‏ (1990)
- جائزة الأوسكار لأفضل كتابة "سيناريو أصلي"، عن عمل: غلاديايتر
- جائزة الأوسكار لأفضل كتابة "سيناريو مقتبس"، عن عمل: Shadowlands (1993 film) [الإنجليزية]‏
- Tony Award for Best Play [الإنجليزية]‏.[17]

## وصلات خارجية
- ويليام نيكلسون على موقع IMDb (الإنجليزية)
- ويليام نيكلسون على موقع ألو سيني (الفرنسية)
- ويليام نيكلسون على موقع ميوزك برينز (الإنجليزية)
- ويليام نيكلسون على موقع أول موفي (الإنجليزية)
- ويليام نيكلسون على موقع بوكس أوفيس موجو (الإنجليزية)
- ويليام نيكلسون على موقع قاعدة بيانات برودواي على الإنترنت (الإنجليزية)
- ويليام نيكلسون على موقع قاعدة بيانات الأفلام السويدية (السويدية)
- ويليام نيكلسون على موقع قاعدة بيانات الفيلم (الإنجليزية)
- ويليام نيكلسون على موقع كينوبويسك (الروسية)